# 北京通州机场
通州机场又称三间房机场或张家湾机场，是一座位于北京市通州区张家湾镇三间房的一座中國人民解放軍空軍專用機場。有时用作准备阅兵仪式的排练场所，通称“阅兵村”。为日军侵华时期日军令本地劳工修建，配有飞机掩体，有三个现存。通州站设有通往此机场的专用线:45。该机场现归属于中国人民解放军陆军航空兵使用和管理，驻扎陆军第八十一集团军陆航第八十一旅部队。驻场部队承担战斗和运输任务，装备有运7、运8、运9、米-171、直8、直9、直10、直19等机型。

## 历史
- 1935年12月9日路透社消息称，冀东自治委员会在过去数日忙碌于在通州东门外赶造飞机场，且已经向日本购买了十架飞机[3]。
- 1936年6月24日，华北日驻军部参谋石井中佐表示：华北日军没有扩大空军、增派飞机来意，也没有在通州覺台闢飛开辟飞机场计划[4]。
- 1941年3月下旬，日军开始强迫中国劳工修建机场和飞机掩体[5]。
- 1945年6月20日，飞机窝在修建时倒塌，砸死劳工64人[6][7]。
- 1945年8月15日，日本投降后销毁武器时，周围村民抢夺、破坏机场。此后，该机场成为一片废墟，成为村民放牧牛羊的场所[8]。
- 1952年，通县专署运输公司重修了三间房机场[9]。
- 1959年10月7日12时04分，位于三间房机场的地空导弹击落中華民國空軍上尉王英钦驾驶的马丁RB-57D飞机。这是世界上在实战中的首次[10]。
- 1976年，周恩来总理逝世后，承载骨灰的飞机从三间房机场起飞，根据其遗愿撒向中國大地[11]。